# ملمستیا
ملمستیا یکی از مفاهیم و رسوم اصلی قوم پشتون است؛ در همه مکانهایی که پشتونوالی‌ها زندگی می‌کنند، همه افراد قبیله باید نسبت به دیگران ملمستیا یا مهمان‌نوازی داشته باشند، و فرقی نمی‌کند که مهمان غریبه یا از اعضای خود قبیله باشد. ملمستیا نیازمند مهمان‌نوازی و احترام عمیق به همه ملاقات‌کنندگان بدون توجه به متفاوت بودن نژاد، مذهب، وابستگی ملی و موقعیت اقتصادی است انجام این کار هم بدون هیچگونه امید پاداش یا نفعی باید باشد. پشتون‌ها کارهای زیادی برای نشان دادن مهمان‌نوازی خود انجام می‌دهند.
در سال ۱۸۱۵ مانت‌استوارد الفیستون مشاهده کرد: «قابل توجه‌ترین ویژگی افغان‌ها مهمان‌نوازی آنها است. این حسن چنان افتخار بزرگ ملی محسوب می‌شود که آنها با کسی که مهمان‌نواز نباشد چنان رفتار می‌کنند که گویی پشتون نیست.» (الفیستون ۱۹۶۹: ۲۲۶).
مهمان‌نوازی نسبت به غریبه‌ها وظیفه بوده و به طور رایگان و بدون انتظار اقدام متقابلی صورت می‌گیرد.اما مهمان‌نوازی نسبت به خویشاوندان و افراد قبیله ،برای مهمان تعهد متقابل ایجاد می‌کند، و «این ترس را که مبادا در موقعیتی نباشد که در موقع لزوم بتواند به طور مناسبی از آنها پذیرایی کند.»